# Jogos Nemeus

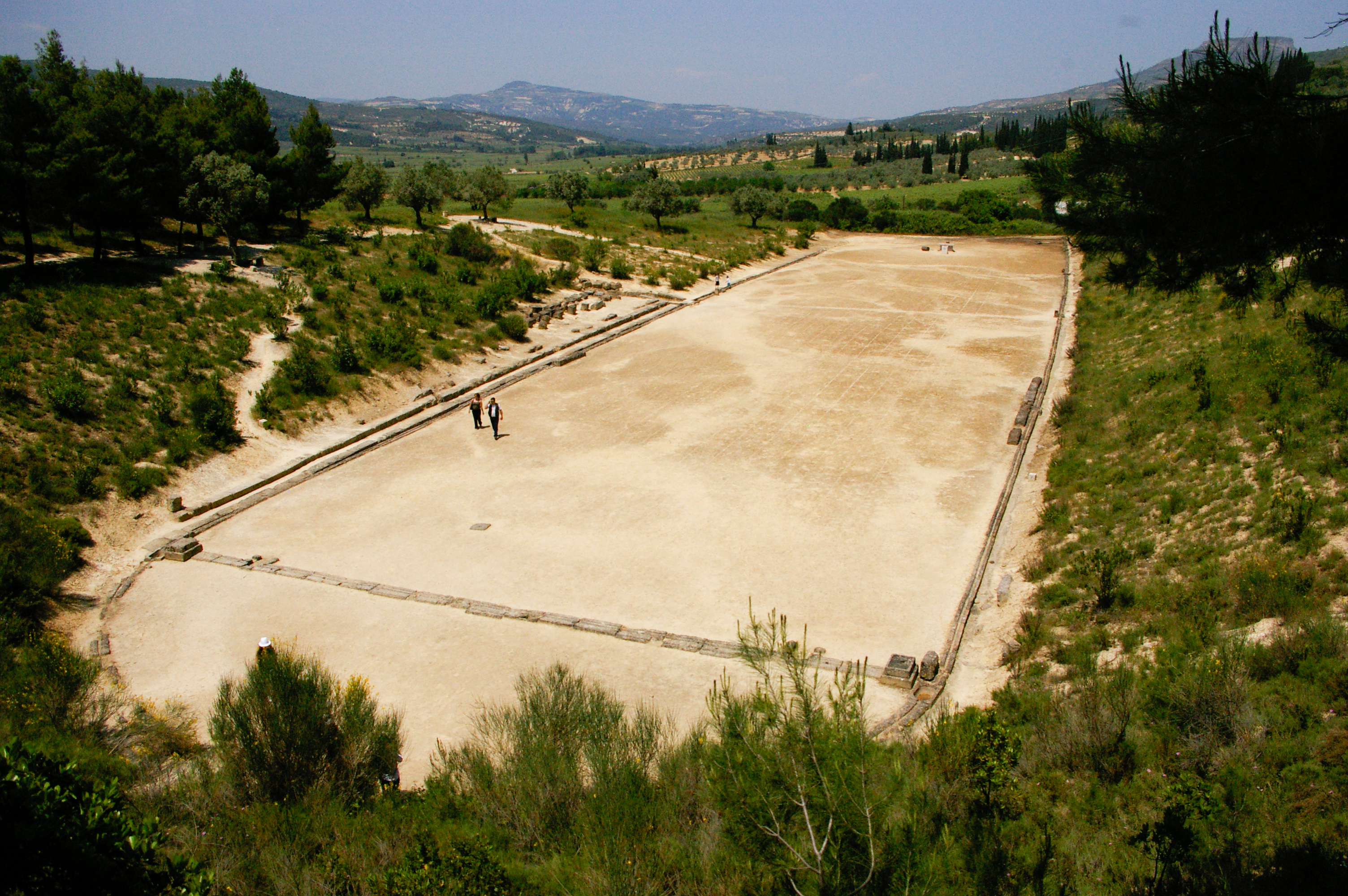
Estádio de Nemeia

Os Jogos Nemeus eram um dos quatro jogos pan-helénicos. Dedicados ao deus Zeus, decorriam no vale e santuário de Nemeia, na Argólida (nordeste do Peloponeso). 
Celebravam-se de dois em dois anos, no mesmo ano em que os Jogos Ístmicos e em anos intercalares aos Jogos Olímpicos. 
Segundo a lenda, Herácles teria sido o fundador destes jogos depois de ter matado o Leão da Nemeia, o primeiro dos Doze Trabalhos que teve que efetuar. Nesta época mitológica, os últimos jogos foram celebrados na época de Arquêmoro. Em épocas históricas, os primeiros jogos foram celebrados pelos argivos, no quarto ano da 51.a olimpíada (573 a.C.).
Sabe-se pouco sobre as provas, embora se pense que seriam semelhantes às dos Jogos Olímpicos. 
O prémio consistia numa coroa de aipo (salsão). 